# Павлушинська
Павлу́шинська (рос. Павлушинская) — присілок у складі Лузького району Кіровської області, Росія. Входить до складу Папуловського сільського поселення.
Населення становить 6 осіб (2010, 15 у 2002).
Національний склад станом на 2002 рік — росіяни 100 %.